# اوتو روته
اوتو روته (آلمانی: Otto Rothe; ۶ نوامبر ۱۹۲۴ – ۹ ژانویهٔ ۱۹۷۰) سوارکار اهل آلمان بود.